# Les Aventures de Impy le Dinosaure
Série
Le Monde merveilleux de Impy
(2008)
Pour plus de détails, voir Fiche technique et Distribution.
Les Aventures de Impy le Dinosaure (Urmel aus dem Eis), également connu sous le titre international Impy's Island, est un film d'animation allemand pour la jeunesse réalisé par Holger Tappe et Reinhard Klooss, sorti le 3 août 2006 en Allemagne et le 7 mai 2008 en France. Il s'agit d'une adaptation des romans de l'écrivain allemand Max Kruse, Plodoc diplodocus de choc (Urmel aus dem Eis), publiés en France chez Hachette dans la collection Bibliothèque rose.

## Synopsis
Horatio Tibberton est un zoologue loufoque qui donne des cours de langue à toute une bande d'animaux étranges : Ping le pingouin, Monty le varan, Shoe le pélican et Solomon l’éléphant de mer.
Mais un jour un iceberg s'échoue non loin d'eux. Un jeune dinosaure en sort et dit s'appeler Impy. Malheureusement pour lui, le roi Pumponell souhaite le rajouter à son tableau de chasse. Horatio et ses amis vont tout faire pour protéger Impy.

## Fiche technique
- Titre : Les Aventures de Impy le Dinosaure
- Titre original : Urmel aus dem Eis
- Titre anglais : Impy's Island
- Réalisation : Holger Tappe et Reinhard Klooss
- Scénario : Oliver Huzly, Reinhard Klooss et Sven Severin d'après le roman de Max Kruse
- Production : Holger Tappe et Reinhard Klooss
- Distribution : Ocean Film
- Compositeur : James Michael Dooley
- Mixage : Michael Kranz
- Directeur de l'animation : Nicolai Tuma et Benedikt Niemann
- Directeur de production : Fabian Mueller
- Pays d'origine :  Allemagne
- Durée : 76 minutes
- Date de sortie :
  - Allemagne : 3 août 2006
  - France : 7 mai 2008

## Distribution

### Voix originales
- Domenic Redl : Urmel
- Anke Engelke : Wutz
- Wigald Boning : Prof. Habakuk Tibatong
- Stefan Krause : Ping
- Frank Schaff : Wawa
- Oliver Pocher (en) : Schusch
- Klaus Sonnenschein : König Pumponell
- Florian Halm : Sami
- Wolfgang Völz : Seelefant
- Kevin Ianotta : Tim Tintenklecks
- Christoph Maria Herbst (en) : Dr. Zwengelmann

### Voix françaises
- Roger Carel : le roi Pumponell
- Valentin Maupin : Impy le Dinosaure
- Pierre-François Pistorio : Professeur Tiberton
- Laura Blanc : Peg
- Alexis Tomassian : Monty
- Thierry Wermuth : Shoe
- Jacques Frantz : Solomon
- Tony Marot : Ping
- Arnaud Arbessier : Sami
- Bernard Alane : Dr Zonderburgh
- Éric Naudet : Tim

## Suite
- Le Monde merveilleux de Impy (2008) de Holger Tappe et Reinhard Klooss